# Сокіл-Долинськ (аеродром)
Сокіл або Долинськ — військовий аеродром в Сахалінської області Росії, розташований 8 км на південь від Долинська.

## Історія
Аеродром був побудований японцями для винищувального прикриття міста Тойохара (яп. 豊原) — адміністративного центру префектури Тойохара і губернаторства Карафуто. Після Другої світової війни до складу Радянського Союзу (РРФСР) була включена вся територія острова Сахалін і на аеродромі почала базуватись радянська авіація.
Після війни базувався 777-й винищувальний авіаційний полк, який літав на Су-15, МіГ-23 і Су-27, у 1980-х роках він отримав МіГ-31. Полк був розформований у 1997.
Тут також базувався 361-й інструкційно-випробувальний вертолітний полк, який використовував вертольоти Мі-24 і Мі-8.
На початку 1980-х років літаки МіГ-21 час від часу перекидалися з «Сокола» до аеродрому «Буревісник», що у 240 милях на південний схід на Курильських островах На початку 1983 року на аеродромі з'явились новіші МіГ-23, потім перекинуті й на «Буревісник» після завершення модернізації там.
Аеродром «Сокіл» відомий тим, що звідси злетів Су-15, який збив рейс 007 компанії Korean Air Lines поблизу острова Монерон у вересні 1983 року. На той час командувачем бази був генерал Анатолій Корнуков, який згодом став командувачем ВПС Росії. Під час збиття Корнуков, очевидно, віддав наказ про збиття, щоб не дати KAL 007 залишити повітряний простір Сахаліну.

## Катастрофи та інциденти
1 вересня 1983 підполковник Осипович, заступник командира 777-го ВАП, що базувався на аеродромі, пілотуючи перехоплювач Су-15ТМ, збив південнокорейський «Боїнг-747» Korean Air 007, що залетів у повітряний простір СРСР.